# Ahmed Otaif
Ahmed Ibrahim Otaif (14 de abril de 1983) é um futebolista profissional saudita que atua como meia.

## Carreira
Ahmed Otaif representou a Seleção Saudita de Futebol na Copa da Ásia de 2011.